# Ruy González de Clavijo

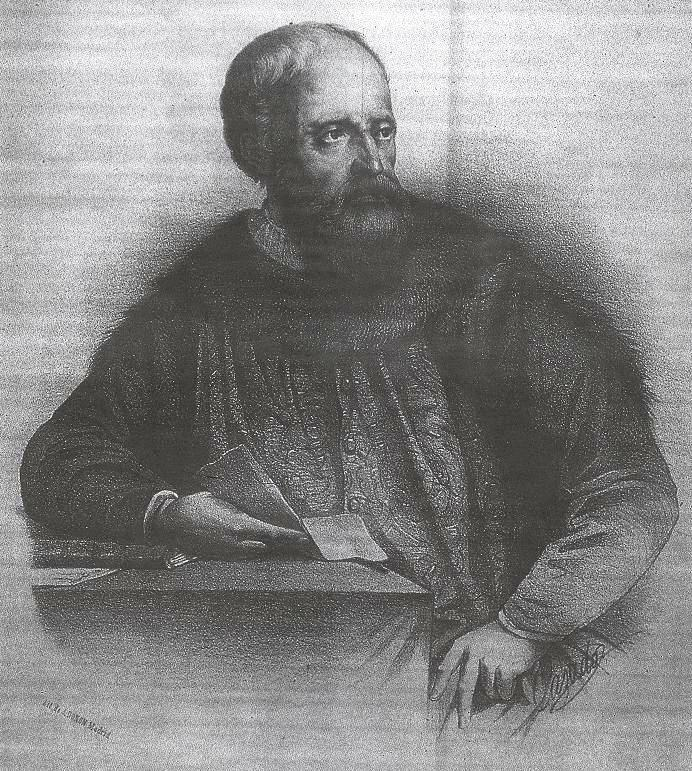
Ruy González de Clavijo

Ruy González de Clavijo († 2. April 1412 in Madrid) war ein spanischer Diplomat und Autor. Im Auftrag Heinrichs III., dem König von Kastilien und León, reiste Clavijo von 1403 bis 1406 nach Zentralasien (damals Transoxanien, heutiges Usbekistan) und verbrachte drei Monate am Hof von Timur in Samarkand. Das Ziel seiner Reise war die Etablierung eines Bündnisses zwischen den europäischen Mächten und dem Timuridenreich gegen die Osmanen. Während die Europäer in den Türkenkriegen mehrere Niederlagen erlitten hatten, konnten sich die Heere Timurs in der Schlacht bei Angora (heutiges Ankara) gegen die Osmanen durchsetzen, so dass es dem König von Kastilien zweckmäßig schien, Timur als Bündnispartner zu gewinnen.
Clavijos Reise begann am 21. Mai 1403 in der Nähe von Cádiz. Auf dem Seeweg fuhr er zunächst nach Konstantinopel und von dort aus weiter über den Bosporus durch das Schwarze Meer nach Trapezunt. Von dort ging es über Land weiter durch Armenien, vorbei am Berg Ararat, durch Aserbaidschan weiter nach Täbris und südlich des Kaspischen Meeres durch Persien (heute Iran) nach Teheran. Der weitere Weg führte ihn durch Chorasan bis an den Oxus (heute Amudarja) und schließlich über Schahr-i Sabs nach Samarkand. Dort kam die spanische Gruppe um Clavijo am 31. August 1404 an, musste jedoch eine Woche warten, bis sie am 8. September zu Timur vorgelassen wurde. An dessen Hof verbrachte Clavijo etwa drei Monate, am 22. November 1404 trat er die Rückreise an. Timur selbst starb bereits etwa zwei Monate später.
Nach seiner Rückkehr nach Kastilien am 24. März 1406 diente Clavijo als Kammerherr am Hof von König Heinrich III. Er soll auch Zeuge des Testaments des Königs gewesen sein. Nach dem Tode Heinrichs zog sich Clavijo in seine Heimatstadt Madrid zurück.
Das Tagebuch seiner Asienreise wurde 1582 erstmals unter dem Titel Embajada a Tamor Lán (deutsch: Botschafter bei Timur Lenk) durch Gonzalo Argote de Molina veröffentlicht und ist eine wichtige Quelle für die Geschichte Zentralasiens während der Timuridenzeit. Die zweite Edition erfolgte 1782 bei Antonio de Sancha durch Eugenio Llaguno y Amírola. Clements Markham übersetzte diese Edition und veröffentlichte damit die Clavijo-Berichte 1859 erstmals ins Englische.